# Die Stalinorgel

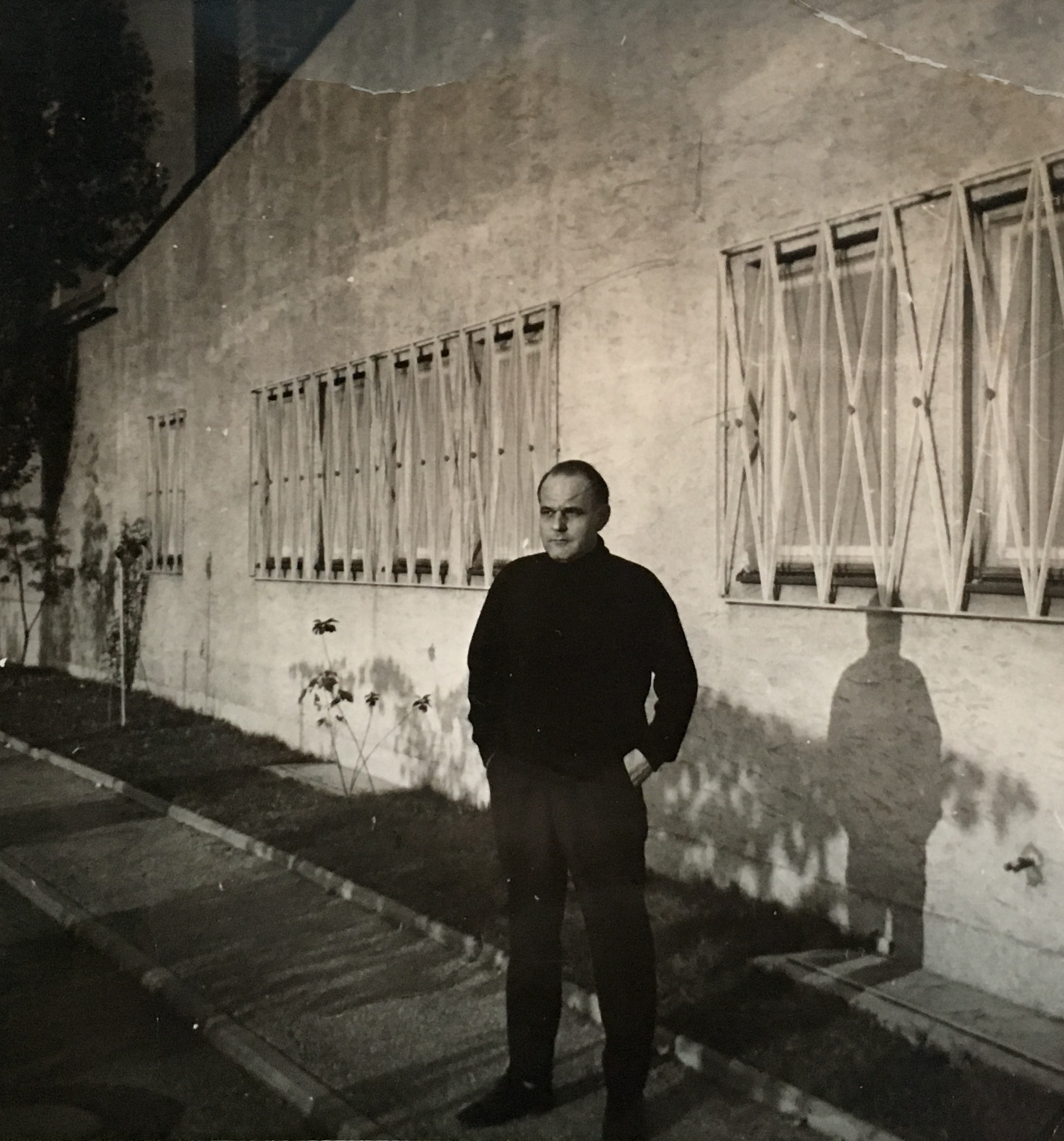
Gert Ledig, 1963

Die Stalinorgel ist der Debütroman des deutschen Schriftstellers Gert Ledig aus dem Jahr 1955. Das Buch zählt zu den Antikriegsromanen. Es handelt von den Kämpfen an der Ostfront in der Nähe von Leningrad aus der Sicht eines deutschen sowie eines russischen Bataillons.

## Inhalt
Der Roman zeigt den Kampf deutscher und russischer Soldaten um eine Höhe im Sommer 1942, „drei Werst von Podrowa entfernt, etwa vierzig Werst südlich von Leningrad“.
Der Roman beginnt mit dem Tod eines Obergefreiten:

„Der Obergefreite konnte sich nicht mehr in seinem Grabe umdrehen, da er überhaupt keins besaß. Er war […] in die Salve eines Raketengeschützes geraten, war in die Luft geschleudert worden und mit abgerissenen Händen, den Kopf nach unten, an einem kahlen Gestell, das früher einmal ein Baum war, hängengeblieben. […] Die Ketten [des Panzers] rasselten. Eine Minute später wurde das, was von dem Obergefreiten übriggeblieben war, platt gewalzt. […] Nachdem die Raupen den Obergefreiten zerwalzt hatten, jagte auch noch ein Schlachtflieger seine Sprengmunition in die Masse aus Uniformfetzen, Fleisch und Blut. Dann endlich hatte der Obergefreite Ruhe. Er roch vier Wochen süßlich. Bis nur noch Knochen von ihm im Waldgras herumlagen. Zu einem Grab kam er nie.“

Die Nüchternheit und Härte, die knappen Sätze, mit denen das Kriegsgeschehen geschildert wird, sind bezeichnend für den Stil des Textes. Dazu gehört auch, dass die Figuren nur ausnahmsweise Namen erhalten, meist sind es nur „der Obergefreite“, „der Melder“, „der Major“ usw., von denen berichtet wird.
In einer nicht veröffentlichten Rezension schrieb Heinrich Böll:

„[N]icht ein einziges Mal wird der Zeigefinger erhoben, und kein Wort fällt von der verlorenen Generation: Handlung und Personen sind mit sicherem erzählerischem Instinkt gegeneinandergesetzt: das Weberschiffchen der Handlung flitzt an der Kette der Personen vorbei, webt sie erbarmungslos ein […]. Sinnloses Herumstampfen auf einem Stück Erde bei Leningrad: Gegenstoss, Rückzug, Igelstellung, zwei Nächte und zwei Tage des Krieges, der fast zweitausend Tage und Nächte gedauert hat.“

In diesen zwei Tagen erfolgt ein russischer Vorstoß, der allerdings nicht zu einem Durchbruch der Front führt. Viele Soldaten sind dennoch dabei gestorben. Wie er begonnen hat, so endet der Roman mit dem Tod, nun allerdings mit einem Begräbnis, das von einem frisch an der Front angekommenen Feldgeistlichen zelebriert wird, der tröstliche Worte zu finden versucht. Nichts hat sich geändert, nur, dass es kühler geworden ist und die Mückenschwärme verschwunden sind.

## Veröffentlichung und Rezeption
Der Roman erschien 1955 im Claassen-Verlag und wurde ein internationaler Erfolg mit Übersetzungen in 14 Sprachen binnen zwei Jahren. Zuvor hatte Ledig seinen Text, noch unter dem Arbeitstitel „Inferno“ – die titelgebende „Stalinorgel“ erscheint im Text nicht explizit –, etwa 50 Verlagen angeboten. Hans Georg Brenner, seinerzeit Lektor bei Claassen, setzte sich stark für eine Veröffentlichung ein, obwohl der Verlag Widerstände und Ablehnung bei Sortimentsbuchhandel und Presse antizipierte. Das geschah jedoch nicht. Sowohl Presse als auch Schriftstellerkollegen wie Wolfgang Koeppen und Heinrich Böll äußerten sich sehr lobend über das Buch.
Kurz nach Erscheinen des Romans wurde Ledig von Hans Werner Richter zum Frühjahrstreffen 1955 der Gruppe 47 eingeladen. Ledig lehnte ab:

„Lieber Herr Richter, ich danke Ihnen für die Einladung nach Berlin, aber ich muß Ihnen absagen. Meine ›Stalinorgel‹ war nur eine Kampfschrift. Alles andere ist ein Mißverständnis. Natürlich werde ich weiter Kampfschriften schreiben. Wie aber soll ich neben einer Aichinger bestehen — um nur einen Namen zu nennen. Verzeihen Sie mir dieses Geständnis und behalten Sie mich in guter Erinnerung. Ich werde immer Freunde nötig haben. Sie und die Gruppe wären die besten, die ich mir wünschen könnte.“

Trotz solcher Bedenken nahm Ledig im Oktober 1956 und September 1957 an Treffen der Gruppe teil. Florian Radvan und Volker Hage vermuten, dass Ledigs Zögern auch damit zu tun hatte, bei einem Gruppentreffen vorlesen zu müssen, Ledig hatte jedoch infolge einer im Krieg erhaltenen Unterkieferverletzung Probleme mit dem mündlichen Vortrag. Bei dem Treffen 1956 hat dann Günter Eich für Ledig aus Vergeltung, Ledigs zweitem Roman, vorgelesen.
Ledig hatte sich von Anfang an für eine Lizenzierung und ein baldiges Erscheinen von Stalinorgel auch in der DDR eingesetzt, war vom Claassen-Verlag aber zunächst ausgebremst worden. Die Rezeption von Stalinorgel in der DDR war – unter Vorbehalten – positiv. So äußerte sich Anna Seghers in einem Referat auf dem IV. Deutschen Schriftstellerkongreß in Ostberlin 1956 lobend und Günther Deicke, damals Redakteur bei der Neuen deutschen Literatur, erkannte die Qualitäten des Werkes an. Die Vorbehalte bezogen sich auf das, was man damals in der DDR als Formalismus bezeichnete, und auf die fehlende Parteinahme Ledigs für den Kampf der Roten Armee gegen den Faschismus. Deutsche und Russen werden in dem Roman ja als gleichermaßen hilflose und verzweifelnde Opfer eines entmenschlichenden Krieges gezeichnet. Dennoch erschien im Juni 1955 unter dem Titel Standgericht ein 15-seitiger Abschnitt aus dem Roman in der Neuen deutschen Literatur, der weitgehend dem 11. Kapitel der Originalausgabe entsprach.
Im Gefolge der Debatte um W. G. Sebalds Essay Luftkrieg und Literatur wurde 1999 Vergeltung und im Jahr darauf Stalinorgel vom Suhrkamp Verlag erneut aufgelegt. Zuvor schon waren Ausgaben des Romans 1967 im Fackelverlag und 1977 bei Heyne erschienen, aber erst die Ausgabe bei Suhrkamp erzeugte erneut Aufmerksamkeit für den damals weitgehend vergessenen Roman, mit Rezensionen in Süddeutscher Zeitung und NZZ.

## Ausgaben
- Die Stalinorgel. Claassen, Hamburg 1955. Neuausgabe 1958 als Die Bücher der Neunzehn Band 46.
- Die Stalinorgel. Fackelverlag, Olten 1967.
- Die Stalinorgel. Heyne, München 1977, ISBN 3-453-00695-X.
- Die Stalinorgel (= Bibliothek Suhrkamp, Band 1333). Mit einem Nachwort von Florian Radvan. Suhrkamp, Frankfurt am Main 2000, ISBN 3-518-22333-X.
- Die Stalinorgel (= st 3462). Mit einem Nachwort von Florian Radvan. Suhrkamp, Frankfurt am Main 2003, ISBN 3-518-39962-4.

E-Book
- In: Die Kriegsromane. Süddeutsche Zeitung, Heidelberg 2014, ISBN 978-3-86497-231-7 (= eBibliothek 5).

Hörbuch
- Die Stalinorgel. Gelesen von Samy Andersen. Hierax Medien, Friedrichsfehn 2020, ISBN 978-3-86352-400-5.

Übersetzungen
- The naked Hill. London 1956 bzw. The Stalin organ. London 2004, ISBN 1-86207-652-9 (englisch)
- Les Orgues de Staline. Paris 1956 (französisch)
- Het stalinorgel. Antwerpen und Baarn 1956; Amsterdam 2002, ISBN 90-295-2810-9 bzw. De naakte heuvel. Baarn 1963 (niederländisch).
- Ve dem, som bo paa jorden. København 1956 (dänisch).
- Stalinin urut. Suomennos 1956 (finnisch).
- Stalinorgeln. Stockholm 1956 (schwedisch).
- Os órgãos de Estaline. Lissabon 2005 (portugiesisch).
- Sožžennye dotla. Moskau 2010, ISBN 978-5-9955-0188-6 (russisch).